# IFRS 6
МСФО (IFRS) 6 «Разведка и оценка запасов минеральных ресурсов» — международный стандарт финансовой отчетности, применяется для учёта затрат, связанных с разведкой и оценкой запасов минеральных ресурсов, и применяется компанией к затратам, которые она несет в связи с разведкой и оценкой минеральных ресурсов, действует с 01.01.2006 года,
введен в действие для применения на территории Российской Федерации приказом Минфина России от 25.11.2011 № 160н «О введении в действие МСФО и Разъяснений МСФО на территории РФ».

## Определения
Стандарт не вносит корректировки в существующую практику методик учёта в добывающих отраслях:
- «Метод успешных усилий», когда затраты на нахождение, приобретение и разработку запасов минеральных ресурсов капитализируются отдельно в отношение каждого месторождения и распределяются на него, если оно признано коммерчески жизнеспособным.
- «Метод полных затрат», когда капитализируются все понесенные затраты в отношении месторождений

Целями стандартами являются:
- Улучшение существующей практики учёта затрат на разведку и оценку минеральных ресурсов
- Определение обстоятельств, при которых компания должна проводить тест на обесценение капитализированных затрат (активов) по разведке и оценке
- Установление требований в отношении раскрытия информации по активам, связанным с разведкой и оценкой минеральных ресурсов.

МСФО (IFRS) 6 не распространяется на остальные аспекты учётной политики, а также на затраты, понесенные.
- До проведения работ, связанных с разведкой и оценкой минеральных ресурсов
- После обоснованного подтверждения технической осуществимости и коммерческой целесообразности добычи минеральных ресурсов.

Разведка и оценка минеральных ресурсов — процесс поиска минеральных ресурсов (минералов, нефти, природного газа) после получения компанией юридических прав на проведение разведочных работ в конкретном районе, а также определение технической осуществимости и коммерческой целесообразности процесса добычи.
Затраты на разведку и оценку минеральных ресурсов — затраты, которые несет компания в связи с разведкой и оценкой минеральных ресурсов до получения обоснованного подтверждения технической осуществимости и коммерческой целесообразности процесса добычи.
Техническая осуществимость — достаточное наличие запасов, коммерческая целесообразность — достаточное количество финансовых ресурсов.
Активы по разведке и оценке минеральных ресурсов — затраты на разведку и оценку минеральных ресурсов, признаваемые в качестве активов согласно учётной политики компании (капитализированные затраты)

## Учетная политика по отношению затратам на разведку
Компания обязана определить отдельную учётную политику и применять её последовательно в отношении понесенных затрат на каждом из этапов:
- До разведки и оценки минеральных ресурсов
- В процессе разведки и оценки минеральных ресурсов
- В процессе разработки минеральных ресурсов, то есть после подтверждения технической осуществимости и коммерческой целесообразности процесса добычи.

К затратам, осуществляемым на этапе «до разведки и оценки минеральных ресурсов», можно отнести затраты на сбор общих сейсмологических данных, геологический и геофизический анализ и другие подобные расходы. К этим затратам применяются другие МСФО, и они относятся на расходы периода с последующим отражением в отчете о совокупном доходе.
На этапе «разведки и оценки» в учётной политике должно быть указано, будут ли описываться подобные расходы в периоде их возникновения, или они будут капитализированы при условии их достаточно тесной связи с конкретными минеральными ресурсом.
МСФО (IFRS) 6 требует при разработке учётной политики соблюдение IAS 8 «Учетные политики, изменения в бухгалтерских оценках и ошибки» в части представление информации в финансовой отчетности: уместной с точки зрения принятия пользователями экономических решений; надежной, то есть правдиво представляющей финансовое положение и финансовые результаты компании; отражающей экономическую сущность операций, а не их юридическую форму; нейтральной (лишенной предвзятости), осмотрительной и полной.
МСФО (IFRS) 6 приводит примеры затрат, которые компания может нести на этапе «разведки и оценки минеральных ресурсов», список которые не является исчерпывающим:
- Приобретение прав на проведение разведочных работ
- Проведение топографических, геологических, геохимических и геофизических исследований
- Разведочное бурение
- Проходка разведочных траншей
- Отбор проб и образцов
- Проведение мероприятий, связанных с оценкой технической осуществимости и коммерческой целесообразности процесса добычи
- Другие затраты, которые отвечают критериям капитализации в качестве активов (расходы, связанные с оплатой труда и социальным страхованием работников, непосредственно занятым на конкретном проекте; расходы по юридическим и консультационным услугам, относящимся к конкретному проекту; дополнительные вознаграждения подрядчикам, задействованных в конкретном проекте и т. д.).

Возможен переход в учётной политике от капитализации затрат на разведку и оценку к их списанию, но не наоборот, так как списание обеспечивает более надежную информацию и большей степени соответствует Концепции МСФО. Изменения в учётной политике учитываются ретроспективно за исключением тех случаев, когда практически невозможно определить воздействие этого изменения на конкретный период.
Этап "разработки минеральных ресурсов" начинает с момента обоснованного подтверждения технической осуществимости и коммерческой целесообразности процесса добычи, после чего процесс капитализации затрат прекращается. Данные активы должны быть протестированы на обесценение и расклассифицированы.

## Оценка активов по разведке и оценке минеральных ресурсов
Активы по разведке и оценке минеральных ресурсов должны оцениваться по себестоимости в момент первоначального признания .
После признания активов компания обязана применять либо модель учёта по себестоимости, либо модель учёта по переоцененной стоимости по аналогии с МСФО (IAS) 16 ОС или МФСО (IAS)38 НМА.
Если компания применяет модель учёта по себестоимости, то активы по разведке и оценке подлежат амортизации с момента, когда они готовы к использованию. Если материальный актив используется для создания НМА, то его амортизация может включаться в стоимость данного НМА.
Тест на обесценение будет иметь место, когда имеются факты и обстоятельства, указывающие на то, что балансовая стоимость актива по разведке и оценке превышает его возмещаемую стоимость. Непосредственно перед реклассификацией активы по разведке и оценке минеральных ресурсов следует протестировать на предмет их обесценения, независимо от наличия внешних или внутренних признаков, а любой убыток отнести на расходы периода в отчет о совокупном доходе.
МСФО (IFRS) 6 приводит специфические признаки обесценения, присущие активам по разведке и оценке минеральных ресурсов:
- Срок, в течение которого компания имеет право на проведение разведочных работ, истек или истекает в ближайшем будущем, при этом возобновление данного права не ожидается.
- Требуются значительные затраты на проведение дальнейших работ по разведке и оценке минеральных ресурсов, незапланированные в бюджете.
- Планируется прекратить работу по разведке и оценке, в связи с отсутствием коммерчески рентабельных объемов минеральных ресурсов.
- Имеются доказательства того, что балансовая стоимость актива по разведке и оценке не окупится полностью в результате его успешной разработки или продажи.

Основные требования к проведению теста на обесценение:
- Требования по проведению теста на обесценение применяются, по возможности, к каждому активу в отдельности. Если такой подход не осуществим, то активы по разведке и оценке тестируются в составе единиц, генерирующих денежных средства (ЕГДС), или групп
- Компания обязана разработать учётную политику, применяемую к распределению активов по разведке и оценке на генерирующие единицы или группы генерирующих единиц.
- ЕГДС (или группа ЕГДС) не должна выходить за рамки сегмента, определяемого в соответствии с IFRS 8
- Если сегменты различны по рискам и преимуществам, то их нельзя объединять в одну ЕГДС для проведения теста на обесценение.
- Вероятнее всего, компании будут сначала определять ценность использования актива, поскольку прогнозы потоков денежных средств в добывающих отраслях формируются на продолжительные периоды (более 5 лет).

Оценка справедливой стоимости за минус затрат на продажу потребуется только в том случае, если ценность использования окажется ниже балансовой стоимости актива.

## Раскрытие информации
Раскрывать в примечаниях финансовой отчетности следующую информацию:
- учётную политику в отношении затрат на разведку и оценку и признания соответствующих активов
- суммы активов, обязательств, доходов и расходов, операционных и инвестиционных потоков денежных средств, относящихся к разведке и оценке минеральных ресурсов.

Компания обязана учитывать активы по разведке и оценке минеральных ресурсов как отдельный класс и производить раскрытия согласно IAS 16 «Основные средства» или IAS 38 «Нематериальные активы».